# 坪内道典
坪内 道典（つぼうち みちのり、1914年4月7日 - 1997年9月16日）は、愛媛県伊予郡郡中町（現：伊予市）出身の元プロ野球選手（外野手）・コーチ・監督。
1936年から1948年までの登録名は坪内 道則（読み同じ）。

## 経歴
松山商に入学。同級生に景浦將がいた。しかし2年生時に大阪に転居することとなり、天王寺商に転校。卒業後は立教大学に進学し、そこで景浦と再会した。
その後景浦が立教大を中退し、タイガースに加入すると、景浦を追ってプロ入りを決意し1936年に大東京軍の結成に参加。これには、同郷だった筒井良武の誘いがあったと自著で述べている。デビュー戦となった9月18日の大阪タイガース戦で、若林忠志からプロ初安打を放った。1937年、徴兵検査が行われる1か月前の試合中に鎖骨を骨折。腕が動かないため予備要員となり、住職であった弟が出征したため、代わって住職を務めていたこともあって、前線へ行くことは免れた。日本野球連盟最後の年となった1944年には、選手兼任監督を務めた。
戦後は1946年の日本プロ野球選手会発足に貢献。さらにゴールドスターを結成し、選手兼任監督としてプロ球界に復帰した。1947年には25試合連続安打を記録し、当時これが日本記録とされたが、実は前年に野口二郎が31試合連続安打を達成しており、1949年までそれが判明していなかった為の幻の日本記録となった。坪内は9月6日の阪急戦で4打数無安打に抑えられ記録を止められたが、この時の相手投手は野口二郎である（詳細は野口二郎#連続試合安打記録を参照）。
1947年5月3日、日本野球連盟より阪神の若林忠志とともに日本国憲法公布記念の特別表彰を受けた。表彰では「野球名人」と称えられた。
1948年9月12日南海ホークス戦で日本プロ野球初の1000試合出場を達成。その16日後の9月28日急映フライヤーズ戦でやはり史上初の通算1000安打を達成。当時はこれらの通算記録を祝福したり表彰したりする習慣がなく、どちらの記録もシーズン終了後公式記録員に聞かされて知ったという。これをきっかけに連盟による1000試合出場、1000安打の表彰が行われるようになった。
1949年に助監督兼外野手として中日ドラゴンズに移籍し、当時の最多記録となる641打席に立った（翌1950年に金山次郎が更新）。この年は、前年の藤村富美男が記録した最多打数記録を597打数まで更新（1956年に佐々木信也が更新）。球団名が「名古屋ドラゴンズ」となった1951年限りで現役を引退したが、この年14死球の日本記録を作った。
引退後は名古屋→中日で監督（1952年 - 1953年）・ヘッドコーチ（1965年 - 1966年）・二軍監督（1967年）・寮長兼コーチ（1979年 - 1986年）、西鉄でヘッドコーチ（1960年 - 1961年）→一軍打撃コーチ（1962年）、ロッテで二軍監督（1972年）を務めた。
西鉄コーチ時代は仰木彬の打撃を強化した。
中日寮長時代は前任の岩本信一と違ってかなり細かく、平野謙は何度か門限破りで怒られ、前任の岩本によくやっていた大福を渡して許してもらおうとしたが、坪内は「僕は受け取れません」と真顔で言って断った。
1992年に野球殿堂入り。
1997年9月16日に心不全のため死去。83歳没。

## 人物
ひげが濃く、「鍾馗様」の愛称があった。1936年に大東京の練習に参加した際には、球団代表だった鈴木龍二はそのあまりのひげの濃さから、30歳を過ぎていると判断したという。
景浦將と松山商、立大で同期だったことから親交が深く、1937年に景浦が首位打者を獲得した際には祝いの言葉を送った。戦後、景浦の武勇伝の多くを後世に伝えた人物でもある。
ドラゴンズが3度目のリーグ優勝を果たした1982年、TBSの人気番組『ザ・ベストテン』に出演したことがある。自身が寮長を務めていたドラゴンズ合宿所（愛知県名古屋市中村区に所在した先々代）からの生中継で、当時「待つわ」が大ヒットしていた女性デュオあみんとの共演となった。
ナゴヤ球場がドラゴンズの一軍本拠地としての役目を終えた1996年末、同球場で行われた中日対巨人OB戦では、巨人・別所毅彦との“合計156歳”の対決に球場が沸き返ったが、高齢（当時82歳）のため打席後方で寮長時代の寮生だった牛島和彦が坪内の“即代走”を務め、坪内が打つと同時に牛島が一塁へ走った。なお、坪内は翌年逝去したため、これが最後の晴れ姿となった。ジャニー喜多川の父諦道と面識があり、一時期マネージャーをしていた。そのためジャニーとも面識があったという。

## 詳細情報

### 年度別打撃成績
| 年 度      | 球 団                | 試 合 | 打 席 | 打 数 | 得 点 | 安 打 | 二 塁 打 | 三 塁 打 | 本 塁 打 | 塁 打 | 打 点 | 盗 塁 | 盗 塁 死 | 犠 打 | 犠 飛 | 四 球 | 敬 遠 | 死 球 | 三 振 | 併 殺 打 | 打 率 | 出 塁 率 | 長 打 率 | O P S |
| ---------- | -------------------- | ----- | ----- | ----- | ----- | ----- | -------- | -------- | -------- | ----- | ----- | ----- | -------- | ----- | ----- | ----- | ----- | ----- | ----- | -------- | ----- | -------- | -------- | ----- |
| 1936秋     | 大東京 ライオン 朝日 | 28    | 117   | 103   | 13    | 27    | 1        | 0        | 0        | 28    | 4     | 13    | --       | 2     | --    | 12    | --    | 0     | 13    | --       | .262  | .339     | .272     | .611  |
| 1937春     | 大東京 ライオン 朝日 | 44    | 155   | 145   | 16    | 35    | 5        | 1        | 1        | 45    | 8     | 11    | --       | 0     | --    | 10    | --    | 0     | 22    | --       | .241  | .290     | .310     | .601  |
| 1937秋     | 大東京 ライオン 朝日 | 49    | 217   | 199   | 24    | 47    | 6        | 2        | 1        | 60    | 23    | 6     | --       | 2     | --    | 16    | --    | 0     | 17    | --       | .236  | .293     | .302     | .595  |
| 1938春     | 大東京 ライオン 朝日 | 35    | 162   | 137   | 21    | 35    | 3        | 1        | 1        | 43    | 13    | 6     | --       | 1     | --    | 23    | --    | 1     | 10    | --       | .255  | .366     | .314     | .680  |
| 1938秋     | 大東京 ライオン 朝日 | 40    | 193   | 174   | 29    | 37    | 4        | 1        | 2        | 49    | 14    | 5     | --       | 2     | --    | 15    | --    | 2     | 11    | --       | .213  | .283     | .282     | .564  |
| 1939       | 大東京 ライオン 朝日 | 96    | 440   | 395   | 50    | 89    | 10       | 2        | 1        | 106   | 27    | 11    | --       | 9     | 0     | 32    | --    | 4     | 21    | --       | .225  | .290     | .268     | .558  |
| 1940       | 大東京 ライオン 朝日 | 102   | 458   | 394   | 30    | 76    | 14       | 1        | 1        | 95    | 17    | 22    | --       | 6     | 1     | 55    | --    | 2     | 23    | --       | .193  | .295     | .241     | .536  |
| 1941       | 大東京 ライオン 朝日 | 81    | 376   | 316   | 30    | 75    | 10       | 1        | 2        | 93    | 20    | 26    | --       | 8     | --    | 49    | --    | 2     | 12    | --       | .237  | .343     | .294     | .638  |
| 1942       | 大東京 ライオン 朝日 | 104   | 466   | 407   | 50    | 98    | 12       | 4        | 0        | 118   | 18    | 44    | 19       | 7     | --    | 47    | --    | 5     | 17    | --       | .241  | .327     | .290     | .617  |
| 1943       | 大東京 ライオン 朝日 | 84    | 382   | 333   | 48    | 78    | 13       | 4        | 1        | 102   | 23    | 36    | 15       | 2     | --    | 46    | --    | 1     | 20    | --       | .234  | .329     | .306     | .635  |
| 1944       | 大東京 ライオン 朝日 | 35    | 155   | 136   | 22    | 46    | 11       | 2        | 0        | 61    | 11    | 16    | 1        | 4     | --    | 14    | --    | 1     | 4     | --       | .338  | .404     | .449     | .853  |
| 1946       | ゴールドスター 金星  | 103   | 442   | 393   | 60    | 124   | 21       | 11       | 1        | 170   | 45    | 26    | 16       | 5     | --    | 36    | --    | 7     | 6     | --       | .316  | .383     | .433     | .816  |
| 1947       | ゴールドスター 金星  | 119   | 510   | 457   | 44    | 124   | 17       | 5        | 2        | 157   | 43    | 21    | 15       | 1     | --    | 42    | --    | 10    | 21    | --       | .271  | .346     | .344     | .689  |
| 1948       | ゴールドスター 金星  | 124   | 554   | 505   | 65    | 143   | 24       | 8        | 2        | 189   | 41    | 20    | 11       | 0     | --    | 40    | --    | 9     | 30    | --       | .283  | .347     | .374     | .721  |
| 1949       | 中日 名古屋          | 137   | 641   | 597   | 83    | 177   | 31       | 4        | 10       | 246   | 59    | 16    | 15       | 2     | --    | 30    | --    | 12    | 32    | --       | .296  | .343     | .412     | .755  |
| 1950       | 中日 名古屋          | 123   | 520   | 469   | 73    | 135   | 25       | 6        | 7        | 193   | 57    | 28    | 8        | 5     | --    | 38    | --    | 8     | 24    | 8        | .288  | .351     | .412     | .763  |
| 1951       | 中日 名古屋          | 113   | 515   | 454   | 83    | 126   | 28       | 5        | 2        | 170   | 39    | 37    | 8        | 6     | --    | 41    | --    | 14    | 16    | 15       | .278  | .356     | .374     | .730  |
| 通算：15年 | 通算：15年           | 1417  | 6303  | 5614  | 741   | 1472  | 235      | 58       | 34       | 1925  | 462   | 344   | 108      | 62    | 1     | 546   | --    | 78    | 299   | 23       | .262  | .336     | .343     | .679  |

- 各年度の太字はリーグ最高
- 大東京（大東京軍）は、1937年秋季にライオン（ライオン軍）に、1941年に朝日（朝日軍）に球団名を変更
- ゴールドスターは、1947年に金星（金星スターズ）に球団名を変更
- 中日（中日ドラゴンズ）は、1951年に名古屋（名古屋ドラゴンズ）に球団名を変更

### 年度別監督成績
| 年 度     | 球 団               | 順 位     | 試 合 | 勝 利 | 敗 戦 | 引 分 | 勝 率 |
| --------- | ------------------- | --------- | ----- | ----- | ----- | ----- | ----- |
| 1944      | 朝日                | 5位       | 35    | 12    | 22    | 1     | .353  |
| 1946      | ゴールドスター 金星 | 6位       | 105   | 43    | 60    | 2     | .417  |
| 1947      | ゴールドスター 金星 | 8位       | 119   | 41    | 74    | 4     | .357  |
| 1952      | 名古屋              | 3位       | 120   | 75    | 43    | 2     | .636  |
| 1953      | 名古屋              | 3位       | 130   | 70    | 57    | 3     | .551  |
| 通算：5年 | 通算：5年           | 通算：5年 | 509   | 241   | 256   | 12    | .485  |

### タイトル
- 盗塁王：2回（1941年、1942年）

### 表彰
- ベストナイン：2回（外野手部門：1947年、1948年）
- 野球殿堂競技者表彰（1992年）

### 記録
節目の記録
- 1000試合出場：1948年9月12日 ※史上初
- 1000安打：1948年9月28日 ※史上初

その他の記録
- シーズン6三振：1946年 ※シーズン100試合以上の規定打席到達者における最少タイ
- 1イニング3盗塁：1943年10月3日、対東京巨人軍戦、5回に二盗・三盗・本盗 ※史上4人目[9]
- 25試合連続安打：1948年6月28日 - 9月5日
- オールスターゲーム出場：1回（1951年）

### 背番号
- 16（1936年 - 1937年途中）
- 8（1937年途中 - 1943年）
- 30（1946年 - 1947年、1952年 - 1953年）
- 1（1948年 - 1951年）
- 50（1954年）
- 55（1960年 - 1962年）
- 51（1965年 - 1966年）
- 36（1967年）
- 54（1972年）
- 72（1979年 - 1983年）
- 87（1984年 - 1986年）

### 登録名
- 坪内 道則（つぼうち みちのり、1936年 - 1948年、1979年 - 1986年）
- 坪内 道典（つぼうち みちのり、1949年 - 1972年）